# Pero amica
Pero amica là một loài bướm đêm trong họ Geometridae.